# مجازاتگر (فیلم ۱۹۸۹)

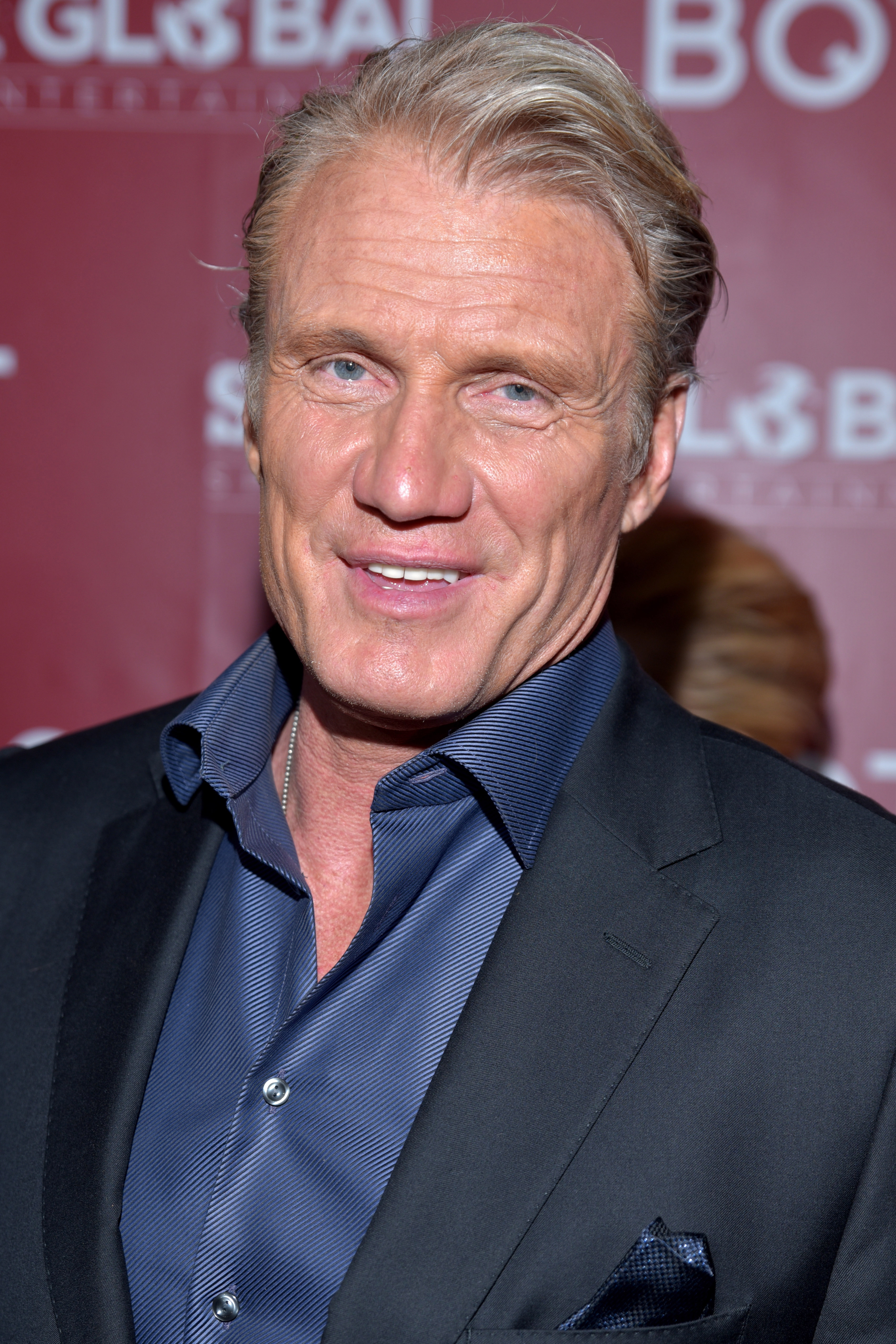
عنوان فیلمی به کارگردانی مارک گلدبلت

مجازاتگر یا پانیشر (به انگلیسی: The Punisher) عنوان فیلمی به کارگردانی مارک گلدبلت می‌باشد که در استودیو فیلم‌سازی نیو ورد پیکچرز براساس کمیک بوکی به همین نام ساخته شده‌است. در این فیلم دولف لاندگرن نقش مجازاتگر را بازی می‌کند. مدت زمان این فیلم که برای ساختش ۹ میلیون دلار هزینه و در سال ۱۹۸۹ اکران عمومی شد، هشتاد و نه دقیقه است.

## خلاصه داستان
داستان فیلم در مورد فرانک کسل (افسر عالی‌رتبه نیروی دریایی) است؛ که یک روز برای مرخصی با خانواده اش به پیکنیک می‌روند، مأموران مافیایی خانواده اش را به قتل می‌رساند. دادگاه حق را به مافیا می‌دهد و مورد خشم فرانک قرار می‌گیرد. به همین سبب فرانک دست به سلاخی و ترور مافیا می‌زند و…

## مشروح داستان
فرانک کَسل، مأمور سابق پلیس مخفی، پنج سال پیش از آغاز داستان فیلم، همسرش جولی و دو دخترش را در انفجار خودرویی که مافیای آمریکا برای خود او کار گذاشته بودند، از دست می‌دهد. اکثر افراد تصور می‌کردند که فرانک در آن انفجار کشته شده است.
از آن زمان، کسل به یک عدالت‌جوی مخفی و مخوف با نام «پانیشر» (Punisher) تبدیل شده که در شبکه پیچ‌درپیچ فاضلاب شهر زندگی می‌کند. او در پنج سال گذشته، ۱۲۵ نفر از اعضای اصلی مافیا (غیر از نوچه‌ها) را ترور کرده است. نشانه کار او، چاقوهای پرتابی ویژه‌ای است که نشان جمجمه بر آن‌ها حک شده است. تنها همراه او در این جنگ یک‌نفره علیه جنایت سازمان‌یافته، مردی به نام «شِیک» است؛ یک نمایشگر سابق که به فردی آواره تبدیل شده و معمولاً به‌صورت آهنگین و قافیه‌دار صحبت می‌کند.
به‌دلیل جنگ چریکی پانیشر، خانواده‌های مافیایی آن‌چنان تضعیف شده‌اند که رئیس مافیا، جیانی فرانکو، مجبور می‌شود از بازنشستگی خارج شود. مشخص می‌شود که او همان کسی بوده که دستور انفجار خودرو را داده و عامل مرگ خانواده فرانک شده است.
فرانکو قصد دارد خانواده‌های متلاشی‌شده مافیا را دوباره متحد کند، اما این اقدام توجه یاکوزا، بزرگ‌ترین باند جنایتکار آسیا، را جلب می‌کند. یاکوزا به رهبری «لیدی تاناکا» تصمیم می‌گیرند کنترل خانواده‌های مافیا و دارایی‌هایشان را در دست بگیرند. برای واداشتن مافیایی‌ها به همکاری، فرزندان آن‌ها را می‌ربایند و در ازای آزادی‌شان، باج می‌خواهند.
شِیک از پانیشر می‌خواهد به نجات کودکان بپردازد، چرا که حتی اگر مافیا تسلیم خواسته‌های یاکوزا شوند، باز هم احتمال دارد کودکان به تجارت برده‌داری در کشورهای عربی فروخته شوند. پانیشر شروع به حمله به کسب‌وکارهای یاکوزا می‌کند و هشدار می‌دهد که هر روزی که کودکان در اسارت باشند، هزینه‌اش را خواهند پرداخت. بعدها یاکوزا، پانیشر و شِیک را اسیر کرده و می‌کوشند آن‌ها را با شکنجه وادار به تسلیم کنند، اما پانیشر فرار می‌کند و تصمیم می‌گیرد به‌طور مستقیم کودکان را نجات دهد.
او موفق می‌شود بیشتر کودکان را نجات دهد و با تصرف یک اتوبوس، آن‌ها را به مکان امنی منتقل می‌کند.
با این حال، پسر جیانی فرانکو، تامی فرانکو، پیش از عملیات نجات به مقر اصلی یاکوزا منتقل شده بود.
پلیس در میانه راه اتوبوس را متوقف می‌کند و پس از آزاد شدن کودکان، فرانک را دستگیر می‌کند.
در بازداشت، یکی از همکاران قدیمی‌اش به دیدنش می‌آید و به او هشدار می‌دهد که به‌خاطر تعداد زیاد قتل‌ها، احتمال اعدامش بالاست؛ اما فرانک با بی‌تفاوتی می‌گوید که خودش از مدت‌ها پیش مرده و حالا فقط «پانیشر» است.
کمی بعد، جیانی فرانکو، برای نجات پسرش و جلوگیری از اجرای نقشه‌های لیدی تاناکا، فرانک را از بازداشتگاه فراری می‌دهد. او ابراز پشیمانی می‌کند که بمب خانواده کسل را کشت، اما فرانک به او هشدار می‌دهد که پس از پایان کار یاکوزا، خودش هم خواهد مرد.
فرانکو و پانیشر با هم به مقر یاکوزا حمله می‌کنند و در نهایت، لیدی تاناکا را می‌کشند. اما زمانی که فرانکو به پسرش می‌رسد، به پانیشر خیانت می‌کند. پانیشر از خود دفاع کرده و فرانکو را می‌کشد.
تامی، پسر فرانکو، با دیدن کشته شدن پدرش، اسلحه به‌دست می‌گیرد و پانیشر را تهدید به انتقام می‌کند، اما نمی‌تواند ماشه را بکشد. پانیشر به او می‌گوید که "مرد خوبی باش، نه مثل پدرت".
پلیس سر می‌رسد، اما دیگر اثری از پانیشر نیست. در همین حال، او در مخفیگاه خود می‌گوید که همیشه «در سایه‌ها» در کمین خواهد بود.

## دنباله‌ها
تا به امروز دو فیلم در ارتباط با شخصیت مجازاتگر ساخته شده‌است. اولی مجازاتگر (فیلم ۲۰۰۴) و دومی مجازاتگر: منطقه جنگ عنوان این فیلم‌ها هستند.